# 페리드 머래드
페리드 머래드(영어: Ferid Murad, 1936년 9월 14일~2023년 9월 4일)는 미국의 약리학자이자 내과의사이다. 1998년에 포유류 계에서 일시적인 세포 신호로서의 일산화 질소를 발견한 공로로 로버트 F. 퍼치곳, 루이스 이그내로와 함께 노벨 생리학·의학상을 수상했다.

## 수상 경력
- 1996년: 앨버트 래스커 기초 의학 연구상
- 1998년: 노벨 생리학·의학상